# Kate Bisschop-Swift
Catherine Seaton Foreman (Kate) Bisschop-Swift (Londen, 6 april 1834 - Scheveningen, 16 mei 1928) was een Brits-Nederlandse kunstschilderes en tekenares.

## Leven en werk
Bisschop-Swift werd in 1834 in Londen geboren als Kate Swift, middelste dochter van William Burgess Swift en Elise Hubertina Desvignes. Zij werkte aanvankelijk als schilderes in Londen. In de jaren zestig van de 19e eeuw kwam zij naar Nederland. Op 26 januari 1869 trouwde zij in Kensington met de kunstschilder Christoffel Bisschop, die zij enkele jaren eerder had leren kennen. Een groot deel van haar loopbaan woonde en werkte zij in Scheveningen in villa 'Frisia'. Zij was lid en medeoprichtster van de Hollandsche Teekenmaatschappij in Den Haag. Haar werk werd regelmatig geëxposeerd, zowel in Den Haag als in het Stedelijk Museum te Amsterdam. Ze schilderde stillevens, portretten, genre- en figuurvoorstellingen. In 1914 werd zij benoemd tot erelid van het Friesch Genootschap.
Samen met Gerardine van de Sande Bakhuyzen, Sientje van Houten en Margaretha Roosenboom schilderde zij in 1874 Haagse weeskinderen, een schilderij voor de toenmalige koningin Sophie ter gelegenheid van het 25-jarig regeringsjubileum van haar man koning Willem III.
Werk van Bisschop-Swift bevindt zich in de collecties van het Fries Museum in Leeuwarden, het Rijksmuseum en het Stedelijk Museum Amsterdam.
Zij overleed in mei 1928 op 94-jarige leeftijd in Scheveningen. Zij werd begraven op de begraafplaats Oud Eik en Duinen in Den Haag. De inventaris van de door haar bewoonde villa Frisia werd overgebracht naar het Fries Museum. Tot die collectie behoren ook de sieraden die Bisschop-Swift ontving van Europese vorsten. In het Fries Museum werden de zogenaamde Bisschopskamers ingericht voor de door het echtpaar Bisschop-Swift overgedragen collectie.

## Lijst van werken
| Titel               | Datering | Type       | Verblijfplaats                                                           | Afbeelding |
| ------------------- | -------- | ---------- | ------------------------------------------------------------------------ | ---------- |
| Het dienstmeisje    | 1861     | Schilderij | Onbekend                                                                 |            |
| De schildersweduwe  | 1870     | Schilderij | Fries Museum, Leeuwarden                                                 |            |
| Haagse weeskinderen | 1874     | Schilderij | Stichting Historische Verzamelingen van het Huis Oranje-Nassau, Den Haag |            |
| De naailes          | 1896     | Schilderij | Onbekend                                                                 |            |

- Biografisch Portaal: 62247031
- Gemeinsame Normdatei: 1295227037
- International Standard Name Identifier: 0000 0000 6873 4378
- Library of Congress Control Number: no2023116324
- Nederlandse Thesaurus van Auteursnamen: 285519867
- RKD-Nederlands Instituut voor Kunstgeschiedenis: 90609
- Union List of Artist Names: 500060838
- Virtual International Authority File: 96092012
- WorldCat: E39PBJqbqC6JQBKBHWvhfwTPwC